# Arte greca

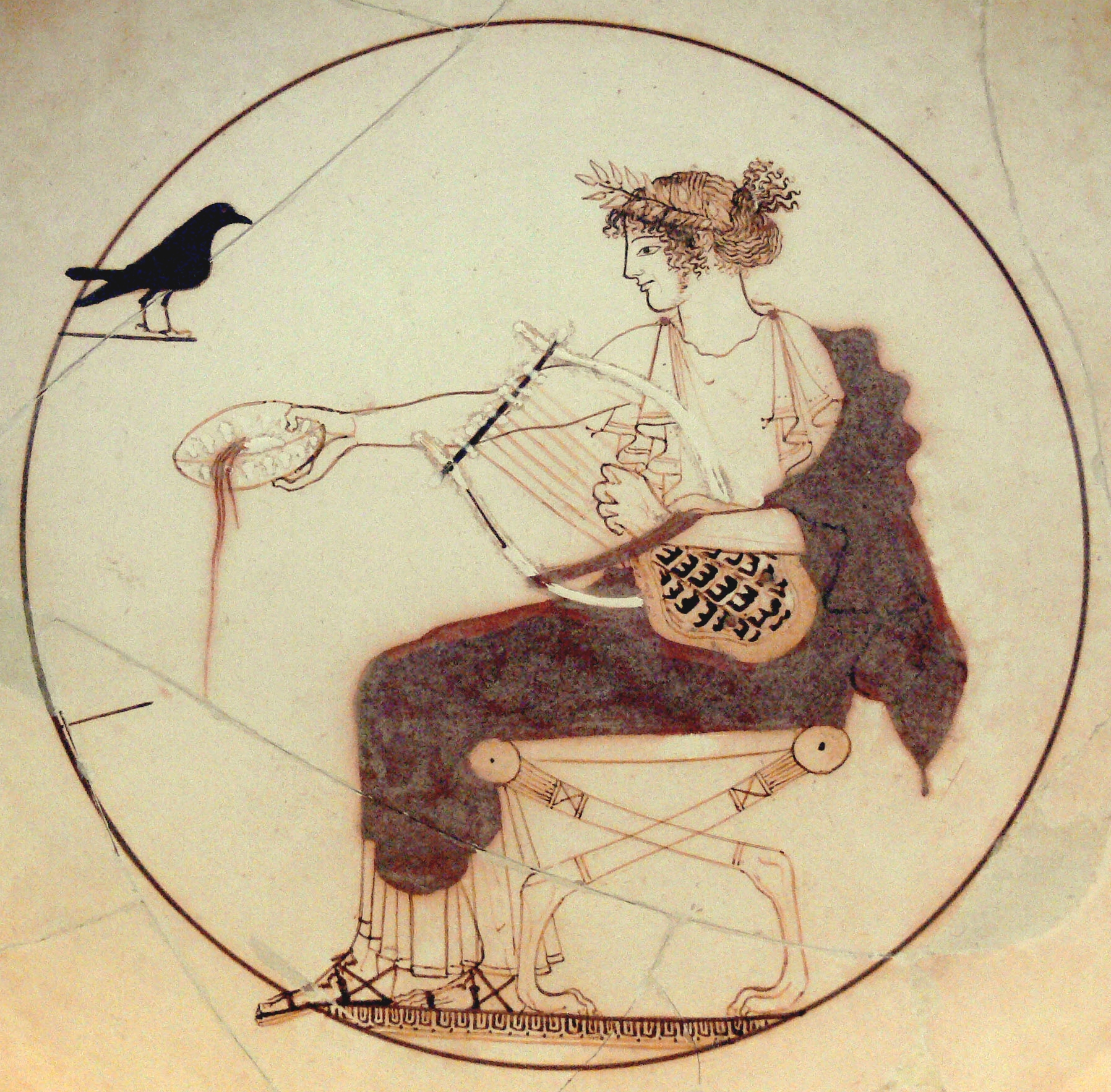
Esempio di tecnica a fondo bianco: kylix con Apollo che offre una libagione (dall'Attica, ca. 460 a.C.)

Per arte greca si intende l'arte della Grecia antica, cioè di quelle popolazioni di lingua ellenica che abitarono una vasta area, comprendente la penisola ellenica, le isole egee e ioniche e le colonie fondate in Asia Minore, sul mar Nero, nell'Italia meridionale e insulare e, nella fase più tarda, nelle regioni conquistate da Alessandro Magno (conosciuto anche come Alessandro il Macedone), in particolare nella Fenicia, nell'Egitto e nell'Anatolia
Essa ha esercitato un'enorme influenza culturale in alcune aree  geografiche dal mondo antico fino ai nostri giorni. In Occidente ebbe un forte influsso sull'arte romana imperiale e in Oriente le conquiste di Alessandro Magno avviarono un lungo periodo di scambi tra le culture della Grecia, dell'Asia centrale e dell'India (arte greco-buddista del Gandhāra), con propaggini addirittura in Giappone. A partire dal Rinascimento, in Europa l'estetica e l'alta capacità tecnica dell'arte classica (l'arte greca e la sua continuazione nell'arte romana) ispirarono generazioni di artisti e dominarono l'arte occidentale fino al XIX secolo.
Col Neoclassicismo, nato da una serie di fortunate scoperte archeologiche, si iniziò a distinguere i contributi greci classici da quelli romani, ricreando il mito dell'arte ellenica quale traguardo impareggiabile di perfezione formale. I Greci posero sempre la massima attenzione alla ricerca estetica, cercando di trovare in ogni manifestazione artistica il massimo grado di armonia e perfezione formale. Le caratteristiche che distinsero la loro produzione rispetto alle civiltà antiche ad essa precedenti e contemporanee, furono: l'attenzione e l'aderenza al realismo, che in scultura si tradusse in un'osservazione particolare dell'anatomia umana, e in pittura si risolse sia nella ricerca della rappresentazione prospettica dello spazio, sia in quella della resa dei volumi; in architettura la stretta corrispondenza tra forma e funzione, diretta conseguenza di un approccio razionale alla comprensione del mondo e alla conoscenza. Tali raggiungimenti formali, che sono all'origine del classicismo europeo, hanno influito sullo sviluppo successivo del mondo occidentale ad un livello che va ben oltre la storia dell'arte.

## Definizioni

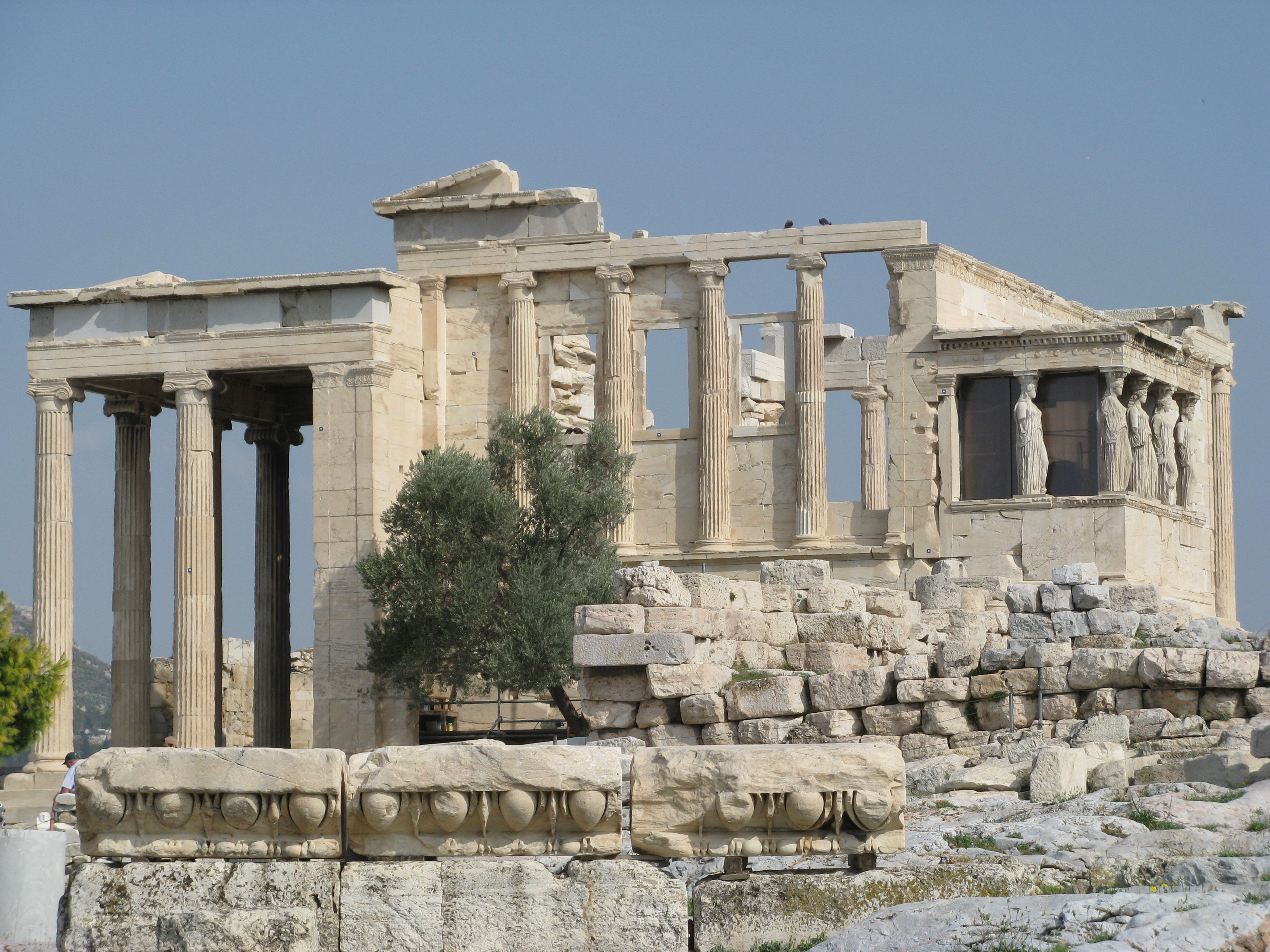
Eretteo, acropoli di Atene.

Dalla trattazione si escludono generalmente l'arte minoica e micenea (o arte egea) che fiorirono tra il 1500 e il 1200 a.C. Sebbene la seconda appartenesse già probabilmente a una civiltà di lingua ellenica (vedi Lineare B), non esiste una vera continuità tra l'arte di queste culture e la successiva arte greca, se non quella che deriva, ad esempio, dalla circolazione di supporti iconografici quali "cartoni" di bottega o vasellame. L'arte greca quale forma artistica dotata di significato storico autonomo nasce dopo la fine della civiltà micenea, quindi nell'ultimo secolo del II millennio a.C., e termina con il progressivo stabilirsi del dominio romano sul mondo di lingua greca intorno al 100 a.C.
In lingua greca la parola τεχνή (tekhnê), che comunemente viene tradotta con arte, indica più propriamente l'abilità manuale e artigianale: da questo termine deriva infatti la parola "tecnica"; gli scultori e pittori greci erano artigiani, apprendevano il mestiere a bottega, spesso presso il proprio padre, e potevano essere schiavi di uomini facoltosi. Sebbene alcuni di essi divenissero ricchi e ammirati, non avevano la medesima posizione sociale di poeti o drammaturghi; fu solo in epoca ellenistica (dopo il 320 a.C. circa) che gli artisti divennero una categoria sociale riconosciuta, perdendo al contempo quel legame con la comunità che ne aveva caratterizzato il lavoro in epoca arcaica e classica. Scrive Richter a proposito della costruzione dell'Eretteo sull'Acropoli di Atene: "Ci rimane un'iscrizione riferentesi al secondo periodo di lavori, cioè dopo il 409, con i nomi di circa centotrenta operai, tra schiavi, stranieri ivi residenti e liberi cittadini; tutti, compreso l'architetto, ricevevano il compenso giornaliero di una dracma."
In Grecia gli artisti ebbero piena consapevolezza del proprio ruolo: le firme dei ceramisti compaiono sui vasi fin dal VI secolo a.C., ancora in periodo arcaico e Plinio racconta di come Zeusi e Parrasio amassero sfoggiare la propria ricchezza e ostentare la propria attività come eminentemente intellettuale. Tali sforzi non riuscirono evidentemente a scardinare la convenzione per cui ogni lavoro di tipo manuale dovesse essere considerato di livello inferiore. Nel periodo ellenistico invece l'interesse per l'arte divenne un contrassegno per le persone colte e il disegno e il modellare vennero considerati un passatempo non disdicevole; come conseguenza iniziarono a formarsi le collezioni private e si diede inizio al mercato artistico. Tale svolta fu concomitante con la nuova tendenza soggettivistica della filosofia antica che portò a ritenere poeti e artisti soggetti a una medesima esperienza.

## Contenuti

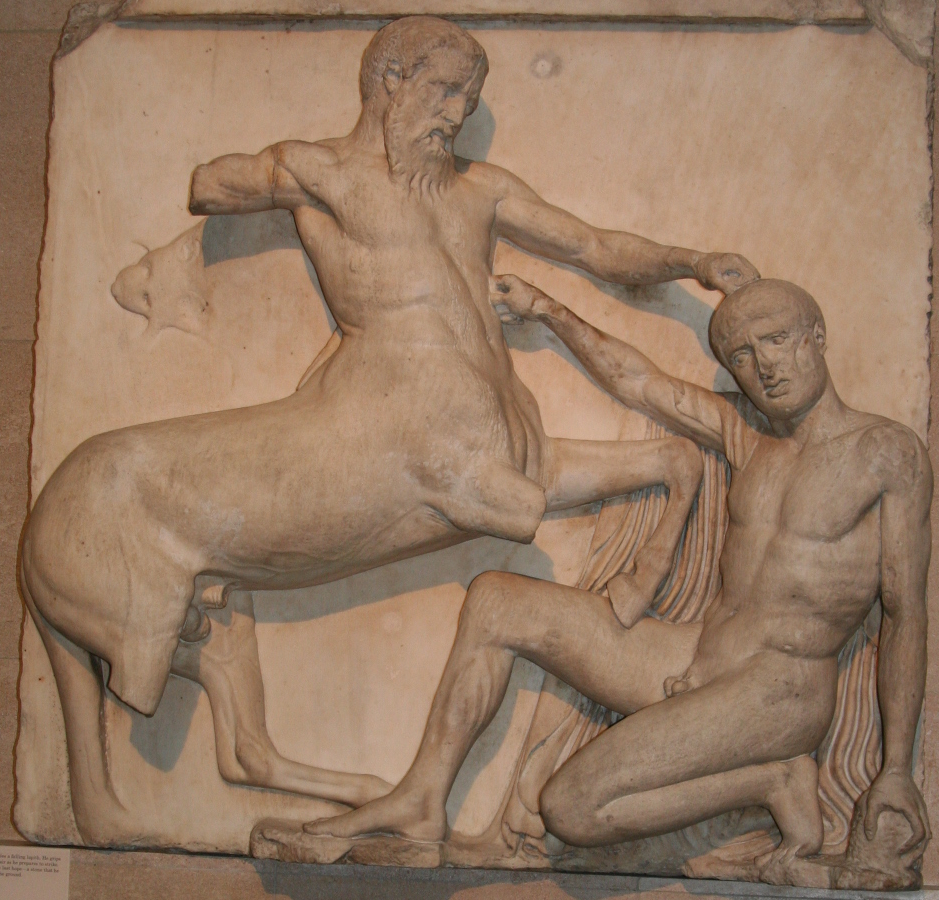
Centauromachia nelle metope del Partenone di Fidia

«Il contenuto fondamentale dell'arte classica è il "mito". Le immagini degli dei e degli eroi greci [...]. I nuovi dei, che spesso vediamo raffigurati in lotta contro una precedente generazione fatta di giganti e mostri (le Gorgoni, le Furie, i Giganti, i Titani, ecc.), sono le immagini ideali di attività o virtù umane: la sapienza e la cultura (Atena), la poesia (Febo), la bellezza (Afrodite), l'abilità nei traffici (Ermes), il valore guerriero (Ares), l'autorità (Zeus); ed una splendente legione di semidei, ninfe ed eroi».
Il realismo dell'arte greca a cui si è già accennato si distacca da ogni precedente esperienza perché non ha limiti, non si mantiene a livello umano come avviene nelle altre civiltà antiche (Egitto, Mesopotamia, ecc.), ma permea il mondo degli dei. È questo l'unico elemento che accomuna l'arte greca all'arte minoica e che deriva, per entrambe le civiltà, da una concezione dell'arte come espressione di tutta la comunità e non di un'entità superiore, umana o divina che sia. Non c'è più niente di "magico", apotropaico o simbolico nell'arte classica; nella civiltà ellenica il mondo degli dei e degli eroi è speculare al mondo degli uomini i quali attraverso il mito e l'arte giungono alla comprensione di se stessi e del mondo: «Nulla è nella realtà che non si definisca o prenda forma nella coscienza umana». Di questa funzione dell'arte - giacché in questa ricerca di un armonico rapporto con il mondo, con la natura e con il divino l'arte ha avuto ruolo attivo e non rappresentativo - artista e civiltà sono consapevoli; il momento in cui la comunità greca raggiunge la massima consapevolezza dell'affermazione dell'uomo nel mondo è il regno di Pericle che coincide con l'età classica.
La consapevolezza dell'artista si esprime nell'interesse teorico; l'artista greco nel V secolo a.C. scrive e riflette sul proprio lavoro, sa da dove proviene, conosce il proprio passato e lavora per giungere ad un insieme di regole, astratte dalla contingenza, modelli, grazie ai quali poter comunicare, trasmettere conoscenza, risultando comprensibile a chiunque. L'arte ceramica non è esclusa dal progressivo perfezionamento del “canone”, non ha minor valore della scultura monumentale, ha una funzione diversa e forse più importante, oltre a non trascurabili risvolti economici. Così come gli sviluppi formali attraversano ogni forma d'arte, l'arte non è appannaggio di temi specifici ma affronta ogni aspetto della realtà: può essere celebrativa, storica o documentaria; smetterà di essere espressione e testimonianza della società e dei suoi valori in modo così aderente a partire dal IV secolo a.C., quando una serie di mutamenti sociali e politici porteranno all'affermazione della monarchia macedone, alla crisi delle poleis stesse e all'affermazione di un'élite culturale distante dai valori tradizionali e comunitari.

## Arte greca come arte "classica"

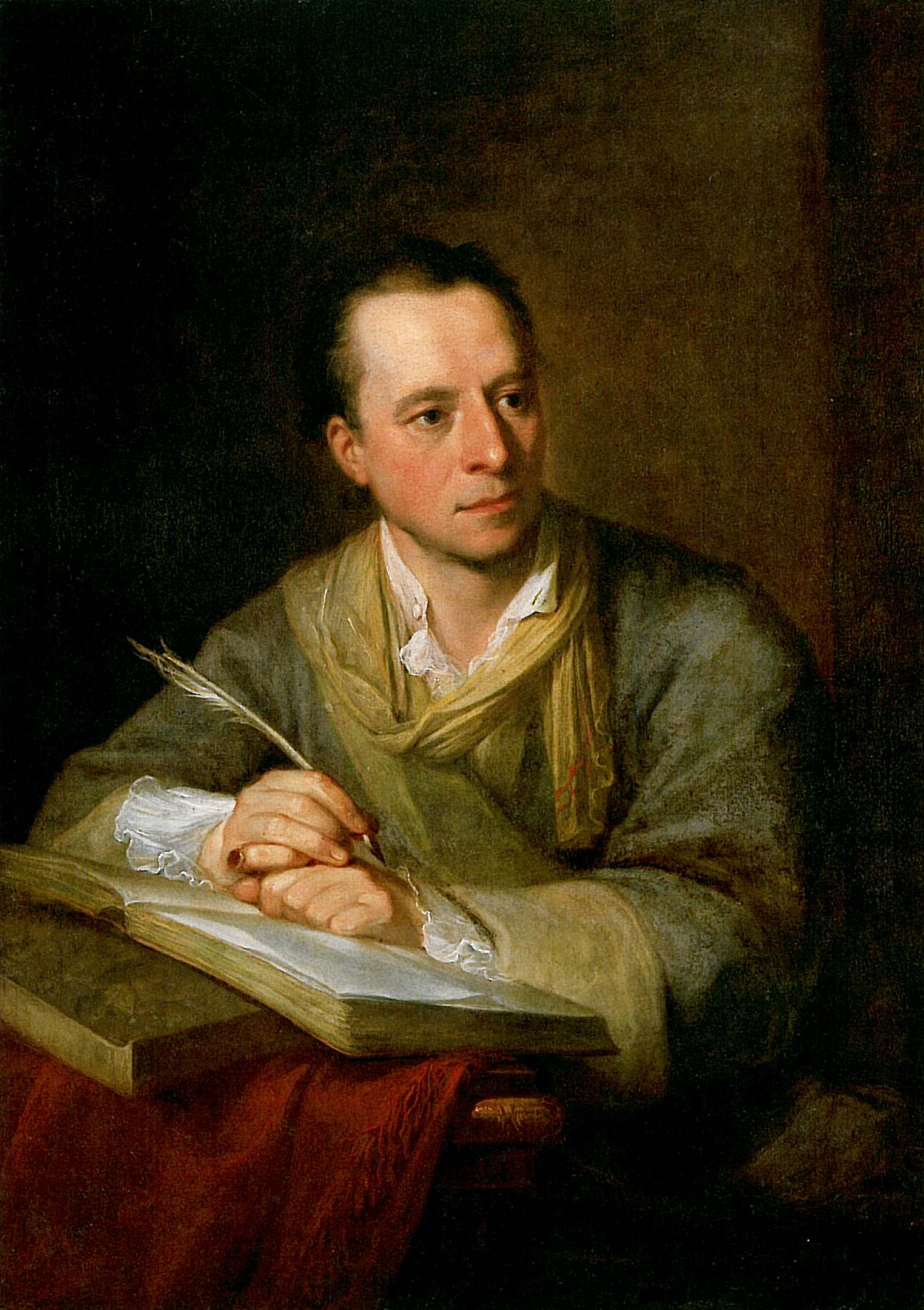
Angelika Kauffmann, Ritratto di Johann Joachim Winckelmann

Le testimonianze artistiche greche nel tempo hanno rivestito un ruolo assolutamente unico nella storia culturale dell'Occidente. Nel Rinascimento, quando non si distingueva ancora tra modelli greci e successivi sviluppi romani, si formò il termine "classico", derivante dal latino classicus, che intendeva quel modello antico di valenza ideale, a cui si riconosceva cioè il merito di essere giunto a una perfezione formale, definita dai canoni come quello di Policleto.
Il termine, inoltre, ha un significato più stretto nello specifico dell'arte greca, poiché indica la fase tra V e IV secolo a.C. quando la produzione artistica raggiunse un particolare livello ritenuto di eccellenza. A tale definizione contribuirono già in età ellenistica i perduti trattati della pittura e della scultura di Senocrate di Sicione, uno scultore della scuola di Lisippo, e di Antigono di Caristo, entrambi della metà del III secolo a.C. Gli scrittori romani come Plinio il Vecchio, Cicerone e Quintiliano divulgarono ulteriormente l'immagine dell'arte greca tra V e IV secolo a.C. come l'età di un apogeo estetico e culturale cui dovette seguire un periodo di progressiva decadenza. Una serie di equivoci di tipo estetico e storico percorre la storia degli studi relativi all'arte dell'antica Grecia, dai quali è nata, tra l'altro (si pensi all'antinomia tra forma e colore) una concezione evoluzionistica dell'arte che continuerà ad essere applicata anche all'arte di epoche successive. Tale concezione venne ripresa ancora nel Settecento da Winckelmann, archeologo e figura fondamentale per i successivi studi in questo ambito storico-artistico; egli fece propri i giudizi di età ellenistica sull'arte dei secoli V e IV a.C., indicandola come modello perfetto e irripetibile da adottare come ideale senza tempo. Le idee di Winckelmann furono applicate nel movimento neoclassico e i suoi studi furono alla base della periodizzazione convenzionale dell'arte greca in fase arcaica, severa, classica ed ellenistica. Solo nell'Ottocento, grazie anche alle nuove scoperte archeologiche, si iniziò ad avere un approccio diverso, dedicando maggiore attenzione anche alle fasi precedenti e seguenti l'arte classica e riconoscendo in ciascuna i rispettivi valori estetici, capaci di rendere, fin dalle origini, l'arte greca unica nel quadro del mondo antico.
Classico inoltre è oggi usato in maniera più generica, anche per espressioni artistiche moderne o contemporanee, in cui la manifestazione di emozioni e sentimenti è contenuta in forme di controllata razionalità e dotate di armonia, in grado di essere prese anche come modelli.

## Stili e periodi

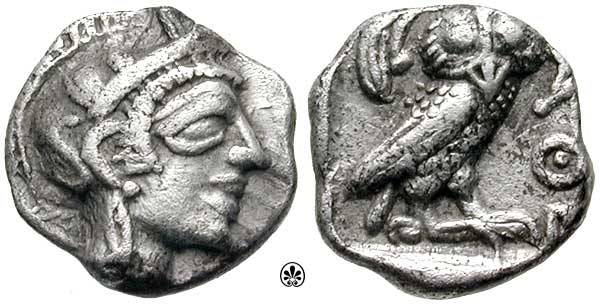
Atene, obolo, metà V secolo, stile arcaico. A sinistra Atena, a destra civetta e ΑΘΕ (ath) per Athenaiōn (degli ateniesi)

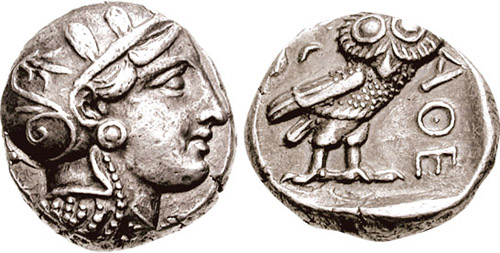
Atene, tetradracma, I metà IV secolo, stile classico. A sinistra Atena, a destra civetta e ΑΘΕ (ath) per Athenaiōn (degli ateniesi)

L'arte dell'antica Grecia viene suddivisa dal punto di vista dello stile in quattro periodi principali che, sebbene siano insufficienti alla definizione e comprensione storica, vengono abitualmente e utilmente impiegati a fini didattici.
Il primo periodo sorge a seguito della migrazione dorica (prima colonizzazione, intorno al 1100 a.C.), attraversa il periodo tradizionalmente conosciuto come Medioevo ellenico e termina con le prime manifestazioni della statuaria dedalica del VII secolo a.C. Le statuette in terracotta, pietra e metallo e la ceramica protocorinzia e protoattica sono le produzioni attraverso le quali è possibile individuare il lento formarsi di uno stile greco autonomo capace di assorbire e reinterpretare le influenze orientalizzanti. L'espansione coloniale avvenuta tra l'VIII e il VII secolo a.C. (seconda colonizzazione) introduce nell'arte greca nuovi elementi. Al luogo di culto domestico tipico della civiltà micenea si sostituisce il tempio che assume gradualmente le monumentali forme del dorico e dello ionico; contemporaneamente si sviluppa la statuaria di grandi dimensioni. Il passaggio dal periodo dedalico all'arcaico maturo si verifica in concomitanza con le trasformazioni sociali e politiche di Atene (a partire all'incirca dalla riforma di Solone) che porteranno la città ad essere il centro dell'attività politica e finanziaria del mondo greco.
Le guerre persiane segnano il passaggio tra periodo arcaico e periodo classico, e il regno di Alessandro Magno (336-323 a.C.) quello tra periodo classico e periodo ellenistico, il quale termina ufficialmente con la conquista romana dell'Egitto (battaglia di Azio del 31 a.C.). In realtà non ci furono transizioni nette tra un periodo e l'altro: alcuni artisti lavorarono in modo più innovativo rispetto ai propri contemporanei determinando progressivi scarti e avanzamenti di tipo formale all'interno di una tradizione artigianale consolidata e socialmente riconosciuta. Gli avvenimenti storici a cui si legano anche le grandi trasformazioni nel mondo dell'arte evidenziano come queste ultime si siano verificate nell'incontro tra personalità artistiche d'eccezione e sostanziali cambiamenti di tipo sociale, politico o economico; l'accenno riguarda ad esempio quella generazione di artisti che traghettò la scultura greca dalla fase tardo-arcaica alla piena classicità (Mirone, Policleto, Fidia). D'altra parte, al di fuori di questi cambiamenti, le forti tradizioni locali di carattere conservativo, legate alle necessità dei culti, avevano portato a una differenziazione stilistica per aree geografiche, riconoscibile al di là degli scambi e delle reciproche influenze: lo stile dorico coinvolge le aree della Grecia settentrionale, del Peloponneso e della Magna Grecia; lo stile ionico è proprio di Atene (come la scultura attica, facilmente distinguibile dalla scultura dorica), delle coste dell'Asia Minore e delle Isole egee, mentre il corinzio può essere considerato come l'evoluzione dello stile ionico in tutta la Grecia a partire dalla fine del V secolo a.C.

## Architettura

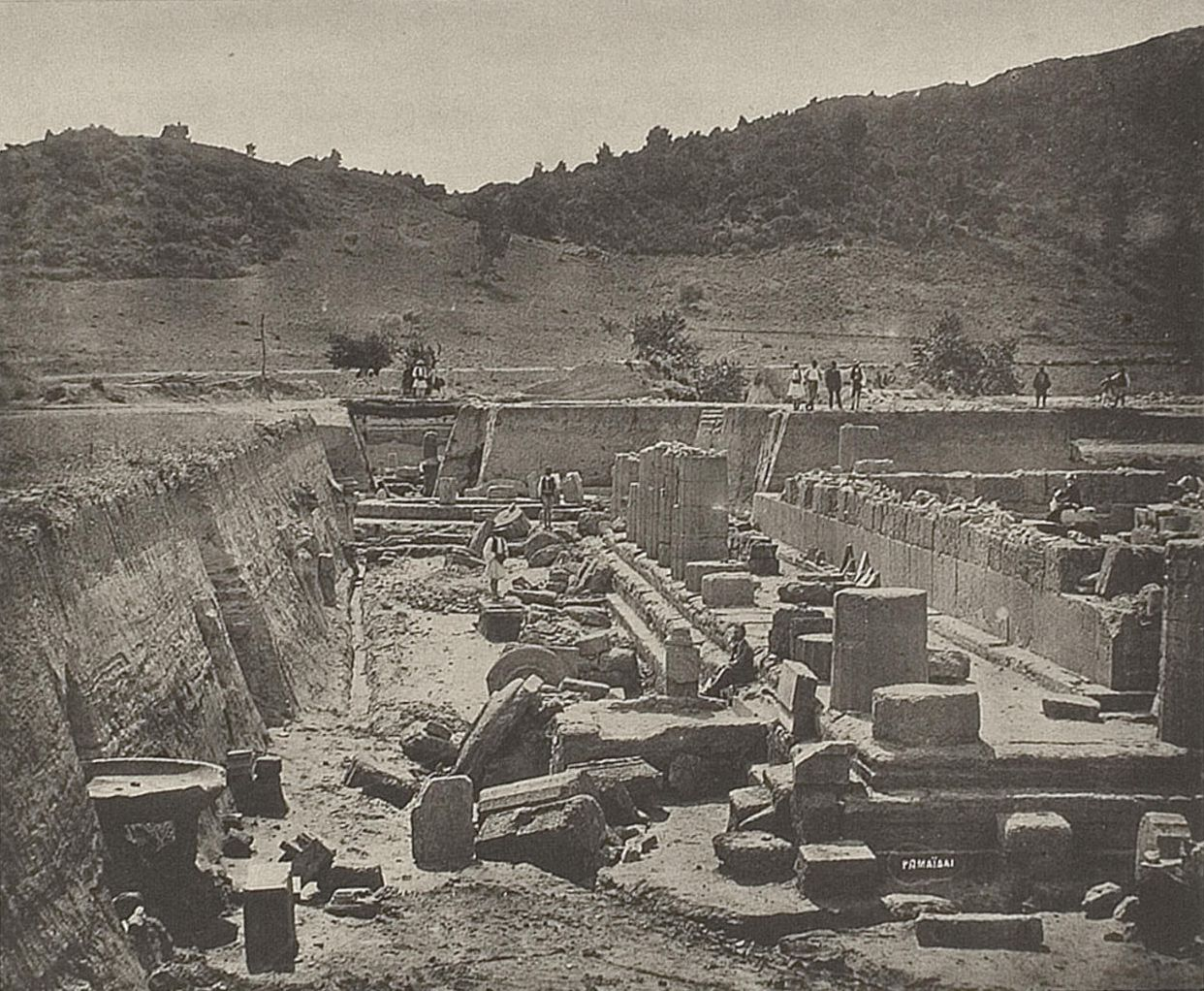
L'Heraion di Olimpia, 1877-1878.

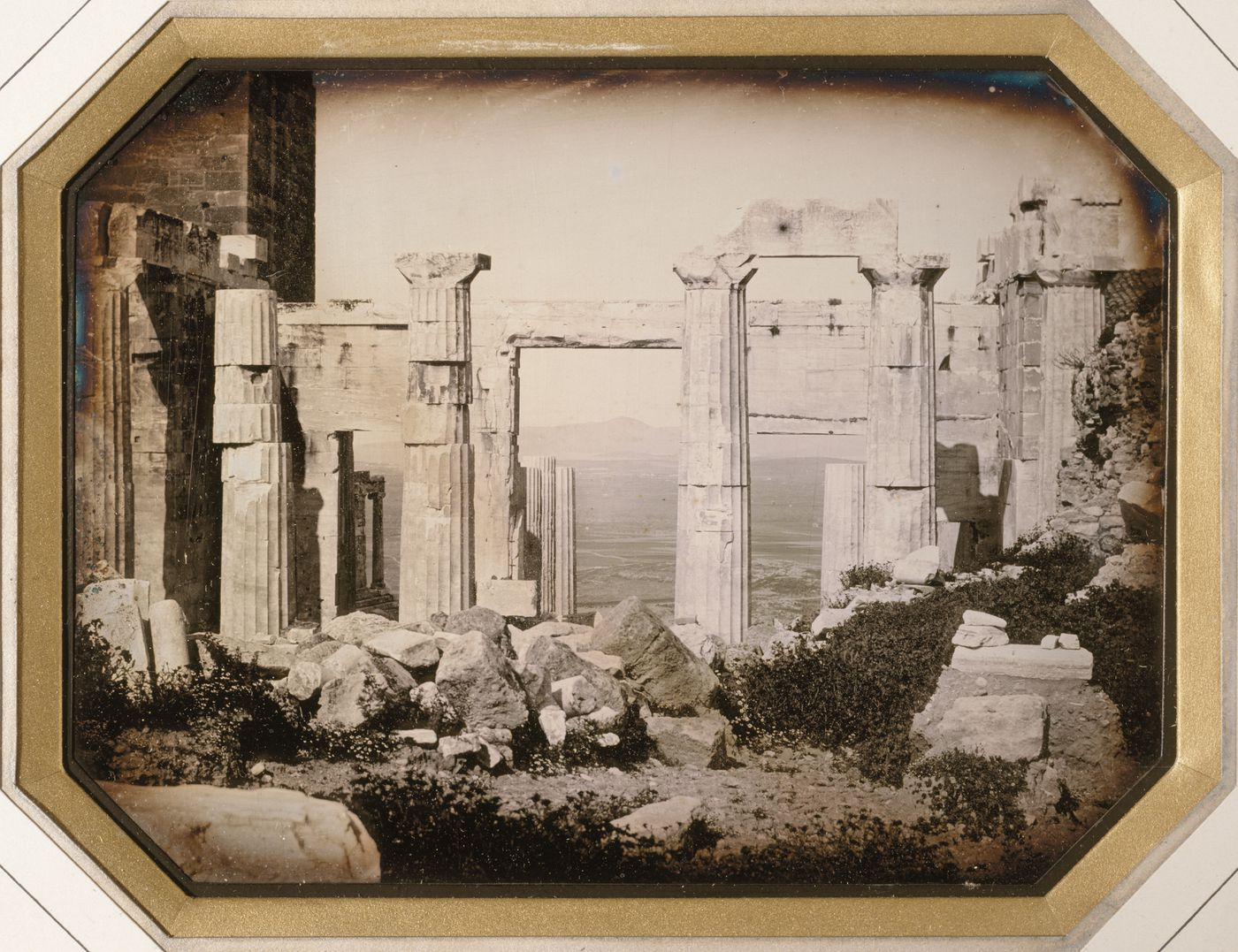
I propilei dell'acropoli ateniese. Jean-Baptiste Louis Gros, dagherrotipo, 1850

Un esempio di architettura greca è il tempio sul quale si sviluppano tematicamente le strutture concettuali e formali dell'architettura greca. Originariamente semplice "baldacchino" a protezione dell'immagine della divinità e destinato alla raccolta delle offerte, il tempio manterrà anche in seguito questa sua funzione di "casa degli dèi": per separare il naos (cella) dagli arredi sacri e dalle offerte viene introdotta la distinzione tra il prònao e l'opistodomo, rispettivamente sul davanti e sul retro della cella (inutile tentare di distinguere all'interno di queste modifiche tra origini di tipo funzionale e origini di tipo formale), mentre a contenere e proteggere la cella stessa si sviluppa il colonnato esterno (peristasi). Il rito collettivo continuerà a svolgersi al di fuori del tempio, in un recinto sacro o santuario dove si trovava l'altare e destinato col tempo ad ospitare altri edifici pubblici come quelli necessari allo svolgimento dei giochi panellenici e, originariamente, il teatro. Prima del 700 a.C. tuttavia gli edifici greci erano costruiti con materiali poco durevoli come mattoni, legno e paglia e l'impulso verso l'architettura monumentale per un certo periodo oltrepassò le reali capacità tecniche dei greci le quali dovettero svilupparsi per tutto il VII secolo fino all'inizio del VI secolo a.C. Dalla metà dell'VIII alla metà del VII secolo a.C. una serie di innovazioni tecniche nella lavorazione della pietra consentiranno di aumentare le dimensioni degli edifici, mentre si andrà sempre più precisando la distinzione fra strutture portanti e strutture di riempimento, uniche queste ultime a ricevere una decorazione ornamentale. Il primo grande tempio con mura fatte in blocchi di calcare tenero venne costruito a Corinto tra il 700 e il 660 a.C. Poco dopo venne costruito il tempio periptero di Poseidone ad Isthmia e le sue mura vennero coperte con dipinti policromi. I primi templi a Corinto e Isthmia avevano tegole di terracotta e queste erano un'invenzione indigena, non ne esistono precedenti al di fuori della Grecia. Non ci sono testimonianze dell'esistenza del dorico prima del 660 a.C.; le prime testimonianze di un capitello dorico appaiono su un frammento protocorinzio del 650 a.C. e il tempio a cui appartengono le metope di Thermo (630 a.C.) è il più antico tempio dorico conosciuto. Alla fine del VII secolo a.C. l'architettura dorica ha già forme e regole proprie: “Essa è l'espressione più pura e più genuina dell'architettura greca”, ma le regole e le proporzioni non possono essere dogmi e le correzioni ottiche interverranno presto ad infrangere le regole in funzione di una maggiore armonia degli edifici. Il tempio dorico apparve nuovamente (e in più grande scala) nell'Heraion di Olimpia datato intorno al 600 a.C., dove lo scarso uso della pietra fu dovuto probabilmente non alle capacità dei costruttori, che le porzioni di mura attestano essere state considerevoli, ma alle scarse dotazioni economiche. Il primo tempio dorico interamente in pietra fu il tempio di Artemide a Corfù probabilmente costruito intorno al 580 a.C. dopo la morte di Periandro. In base alle testimonianze sembra che i greci abbiano avuto l'impulso di costruire templi in pietra prima del momento di grande influenza egiziana e che le tecniche architettoniche in pietra (Isthmia e Corinto) siano state in gran parte autodidatte. I Greci ebbero evidentemente l'opportunità di osservare costruttori egiziani estrarre, trasportare e posizionare pietre più dure del poros usato a Corinto e a Isthmia, ma la tecnica egiziana fu importante per i Greci solo a partire dal 600 a.C. (Olimpia e Corfù) nel senso di un miglioramento di conoscenze già acquisite. L'architettura ionica, d'altra parte, deve molto poco agli egiziani e solo a partire dal terzo Heraion di Samo (570 a.C.) e sembra piuttosto preferire le forme del Vicino Oriente. Inoltre sembra che il dorico sia stato inventato quasi improvvisamente intorno al 650 a.C. dagli architetti che lavorarono a Corinto sotto Cipselo per l'uso specifico nel programma costruttivo dei Cipselidi; l'esito di questo nuovo modo di costruire era visibile a tutte le città greche attraverso il thesauros fatto costruire da Cipselo nel santuario di Delfi.
Dopo il 480 a.C. (dopo la cosiddetta colmata persiana) si apre quel periodo di intensa creatività ad Atene durante il quale si ha l'eccezionale complesso dell'Acropoli voluto da Pericle come espressione della supremazia ateniese; ma in occidente la raggiunta classicità viene recepita passivamente (a Segesta e ad Agrigento) mentre in oriente, a una fase di grande crescita economica e culturale tra VII e VI secolo, testimoniata dalla ricostruzione dell'Heraion di Samo e dal nuovo Artemision di Efeso entrambi attribuiti a Rhoikos, segue un periodo di stasi fino al IV secolo a.C. Alle soglie dell'età ellenistica la raffinatezza implicita nei grandi modelli classici si accentua e si manifesta anche con il diffondersi del capitello corinzio (ad Iktinos, l'architetto del Partenone, Pausania attribuisce anche il Tempio di Apollo Epicurio), oltre che con il rinnovato interesse per la forma a thòlos e per l'ordine ionico.
Nel santuario di epoca arcaica ogni edificio era originariamente concepito in se stesso, edificato senza tener conto di un'armonizzazione con gli altri spazi. In età ellenistica questo isolamento concettuale dell'edificio verrà abbandonato a favore di un impianto maggiormente scenografico che ha come conseguenza una maggiore importanza assegnata alla facciata, anche come punto dal quale ci si affaccia, dal quale è possibile osservare gli spazi circostanti. In epoca romana questa concezione verrà estesa anche alla statuaria che si allontanerà così dall'idea tipicamente ellenistica della figura immersa nello spazio e che portò invece l'architettura greca in questo periodo a sviluppare proprio gli edifici a pianta circolare o stellare, ma concepiti sempre a partire dallo spazio esterno. 
Durante l'età ellenistica l'ordine dorico venne raramente usato per i templi, mentre venne impiegato prevalentemente per i portici cittadini. “Il suo vero significato lo stile dorico lo aveva manifestato nell'arcaismo [...]: sono forme di una pesantezza terrestre, primitiva, megalitica, espressione di una religiosità che sente in pieno il timore del mistero”. L'architettura ellenistica esprime una civiltà ormai completamente rinnovata in cui è l'architettura civile ad acquisire uno spazio mai avuto in precedenza, a dare origine a nuovi temi assumendo il ruolo svolto dal tempio in epoca arcaica.

## Scultura

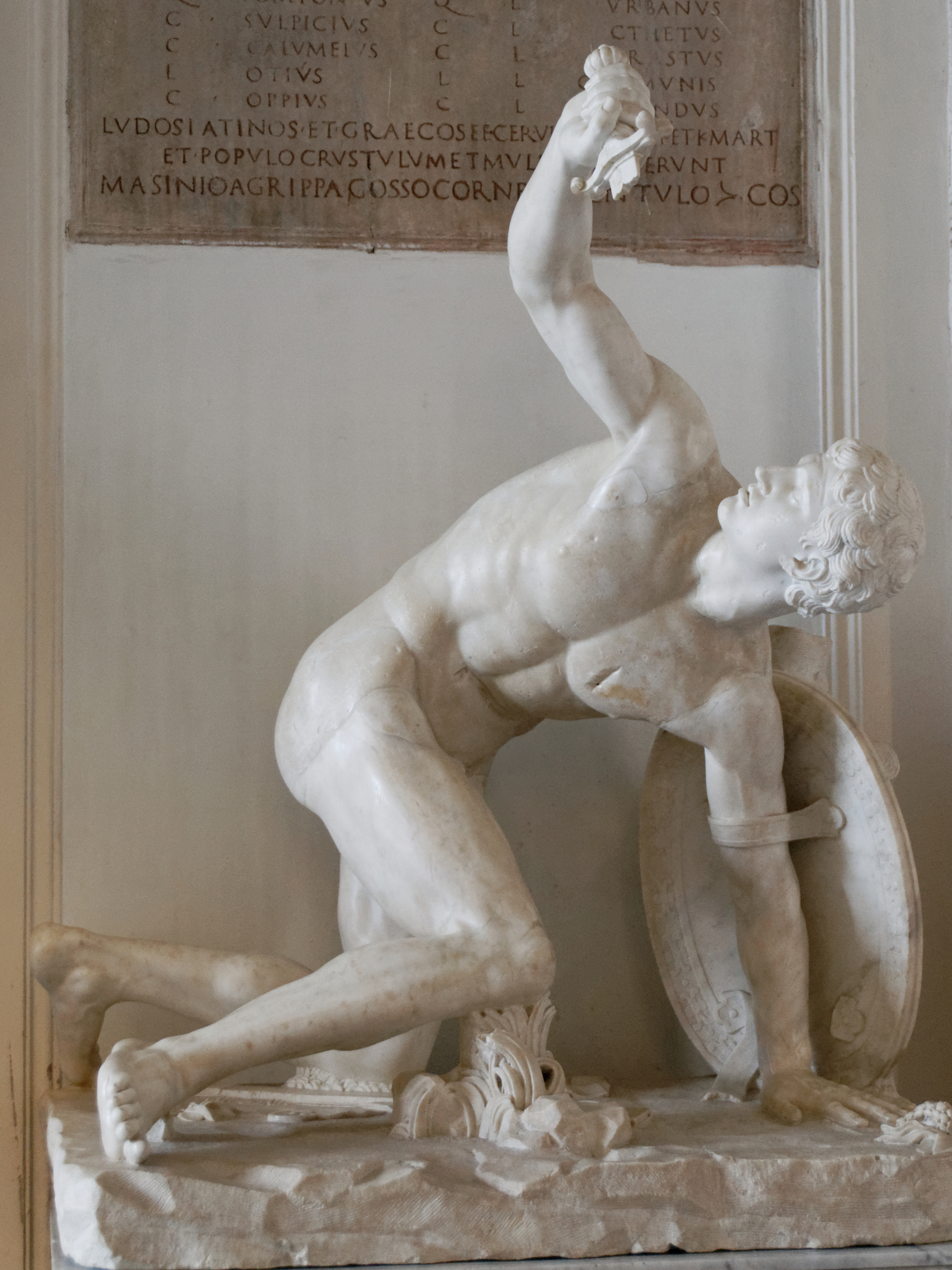
Statua di guerriero caduto, realizzata da Pierre-Étienne Monnot (1658-1733) come pendant del Galata morente riutilizzando un torso antico, copia di prima età imperiale del Discobolo di Mirone. Roma, Musei Capitolini, Palazzo Nuovo, Galleria, S 241.

Le origini della statuaria greca risalgono al secondo quarto del VII secolo a.C. Essa ha come soggetto privilegiato la figura umana e può essere seguita, nel suo sviluppo, dalla scultura dedalica alle statue dei Gemelli di Argo e da qui alla scultura dell'entroterra greco. Sin dalle origini e ancora in epoca classica la statuaria greca non rappresentava persone specifiche, bensì uno schema o modello eseguito seguendo precise convenzioni. Scriveva Aristotele: «Ad ogni produzione nell'arte preesiste l'idea creatrice che gli è identica: per esempio l'idea creatrice dello scultore preesiste alla statua. Non vi è in questo campo una generazione casuale. L'arte è ragione dell'opera, ragione senza materia». Nel passaggio dalla scultura arcaica alla scultura classica la statua perde le proprie connotazioni simboliche e sostitutive (si veda la voce Kouros) e si sviluppa il concetto di mimesi secondo il quale la figura è scolpita avvicinandosi all'idea intesa come modello universale e perfetto. Il momento di passaggio, cruciale per l'evolversi della tradizione scultorea greca, è quello che viene chiamato stile severo, un periodo di grande sperimentazione durante il quale si elaborano nuove modalità rappresentative, divenuti ormai impraticabili gli schematismi di epoca arcaica. Dello stile protoclassico lo stile classico recepisce e accoglie ciò che è adeguato ad istanze sociali rimaste sostanzialmente inalterate al di là dell'ambito prettamente politico, rigettando le punte di più estremo naturalismo. Il movimento è fornito dalla vibrazione del panneggio nelle pose più statiche, nelle composizioni complesse da schemi dominati da ampie curve fluide (Fidia), nella statuaria è bilanciato in una calma equilibrata e neutra, capace di riportare nell'arte l'idea, universale e perfetta (Policleto). Si forma così l'immagine dell'eroe greco, resa canonica dalla posa policletea: un giovane nudo, in piedi, già così rappresentato in età arcaica, con una gamba ferma e una lievemente avanzata a cui fanno riscontro il braccio a riposo, sullo stesso lato, e quello impegnato in un gesto misurato dall'altro, ad esempio nel sorreggere un attrezzo ginnico. È una ritmica ordinata di azione e riposo, ma poiché inversa, è detta "chiasmo" (incrocio) dalla forma dalla lettera greca "χ" (chi). In epoca ellenistica la scultura, partecipando alla generale secolarizzazione dell'arte, acquisisce invece una dimensione prevalentemente privata che la allontana dalle tradizionali funzioni religiose e sociali permettendole il ritorno al naturalismo con un accento rinnovato che la condurrà al ritratto e alla scena di genere.
Nonostante la resistenza dei materiali, solo una piccola parte della cospicua produzione scultorea greca è giunta fino a noi. Molti dei capolavori descritti dalla letteratura antica sono ormai perduti, gravemente mutilati, o ci sono noti solo tramite copie di epoca romana. A partire dal Rinascimento, molte sculture sono inoltre state restaurate da artisti moderni, a volte alterando l'aspetto e il significato dell'opera originale. Infine, la visione della scultura antica assunta nei secoli passati è risultata distorta poiché ritrovamenti e studi scientifici a partire dal XIX secolo hanno dimostrato come la policromia di statue e architetture fosse una caratteristica imprescindibile delle opere, benché solo in rarissimi casi essa si sia preservata fino a noi: le ricostruzioni moderne con calchi che riproducono i colori delle sculture, ricostruiti sulla base di analisi scientifiche, possono risultare sconcertanti.
In Italia già nel XV secolo si erano formate alcune grandi collezioni di statue antiche, ma solo con i ritrovamenti della fine del Settecento e dei primi dell'Ottocento l'Europa occidentale aprì gli occhi sulla vera arte greca. A Monaco arrivarono le sculture di Atena Afaia a Egina, nel 1816 il British Museum acquisì i marmi di Elgin, C. R. Cockerell a sua volta portò a Londra i rilievi scultorei del Tempio di Apollo Epicurio a Basse.

## Pittura e ceramografia

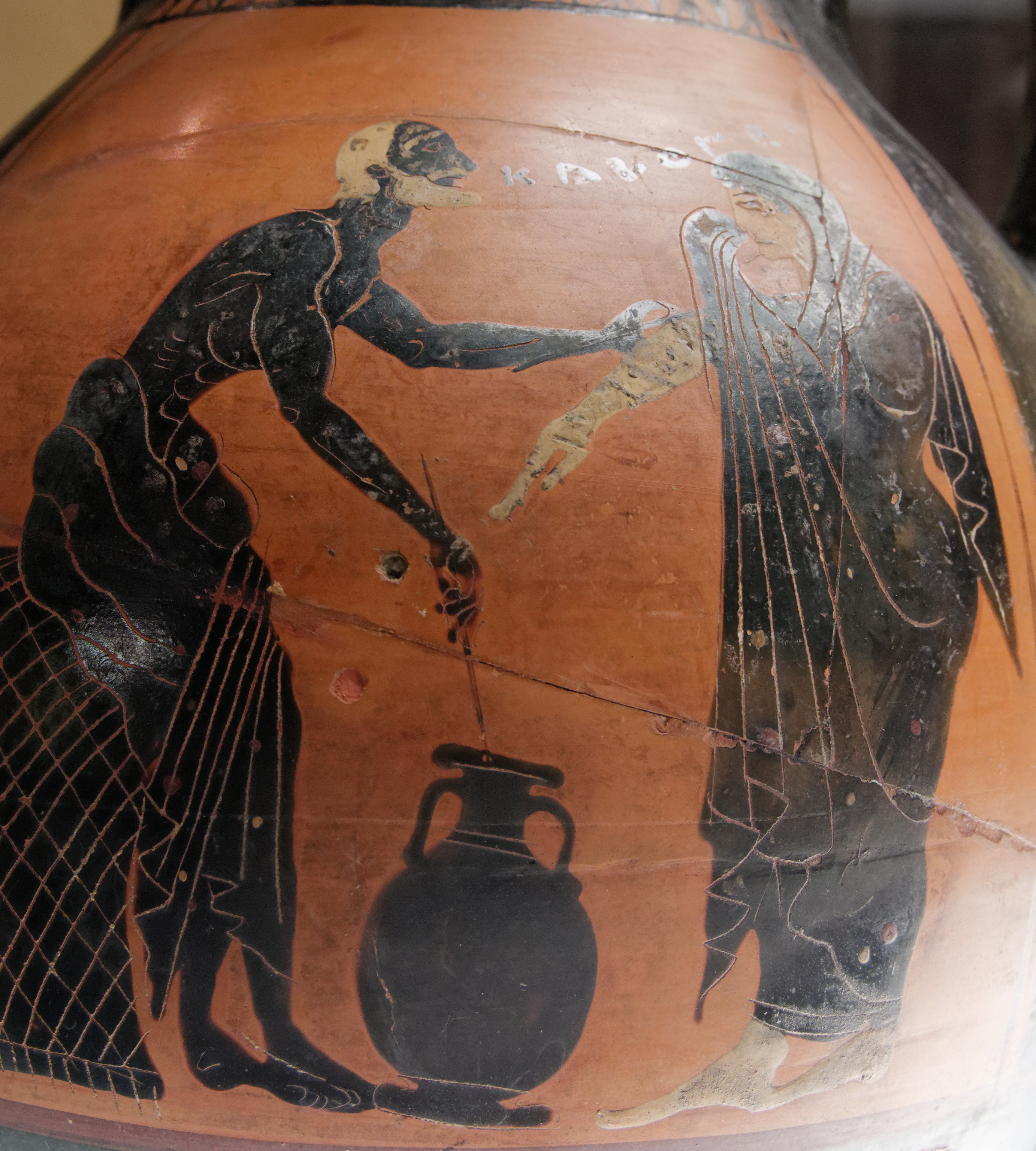
Pelike ateniese a figure nere, 510-500 a.C. circa. Lato A: mercante d'olio con anfora. Firenze, Museo archeologico etrusco 72732.

Gli scritti teorici e le opere dei grandi pittori greci sono perduti. La pittura greca è stata studiata attraverso i pochi reperti rimasti, attraverso la ceramografia e attraverso ciò che ci è stato riportato da fonti letterarie più tarde. Un'ulteriore documentazione offrono le pitture delle tombe etrusche, a Orvieto, a Chiusi, a Vulci, a Veio e soprattutto a Tarquinia. Sulla base di questi pochi elementi è stato possibile descrivere la pittura greca come grande pittura di cavalletto interessata ai problemi della prospettiva, dello scorcio, alla gradazione dei toni e al chiaroscuro, problematiche rimaste sconosciute alle altre civiltà del mediterraneo. Frequentemente anche la resa spaziale della figura così come veniva affrontata dalla scultura viene riportata all'influenza di una stessa problematica già posta in pittura. Alcuni autori, Ranuccio Bianchi Bandinelli ad esempio, tendono a descrivere la pittura greca come una sorta di arte-guida, riportando ad essa molte delle conquiste spaziali rintracciabili nelle altre arti. Altri autori invece, come François Villard, preferiscono descrivere il rapporto tra la ceramografia arcaica e la grande pittura come il procedere parallelo di un'unica arte pittorica la quale intorno al 640-620 a.C. decora sia piccoli vasi d'argilla (Olpe Chigi) sia grandi pannelli fissati alle pareti (metope di Thermo). La differenza funzionale e sociale che investiva la ceramica tuttavia la metteva in rapporto a problematiche più complesse (molteplicità delle officine, valore diseguale degli artigiani, maggiore permeabilità alle influenze esterne, ecc.) le quali attenuarono tale parallelismo, favorendo il formarsi e il prevalere della tecnica a figure nere che è una tecnica propriamente ceramografica. In Grecia la ceramica dipinta era un lusso per il discreto numero di appartenenti alla classe benestante, così essa poteva essere non solo una proficua industria e un'opportunità lavorativa, ma anche un ottimo campo di esercizio per artisti di primo rango. Durante i periodi protogeometrico e geometrico fu una delle poche forme d'arte praticate; nel VII secolo a.C. nacquero la scultura e la pittura monumentali, ma a quest'epoca la pittura differiva dalla ceramografia solo nelle dimensioni e in una più larga possibilità di scelta cromatica. La frattura tra grande pittura e ceramografia si verificò solo a partire dal V secolo a.C.
La ceramica greca è un capitolo importante dell'arte e anche dell'economia greca. La parola ceramica deriva dal nome del quartiere di Atene specializzato nella produzione di vasi, il Ceramico, e molta produzione era destinata all'esportazione. Le forme della ceramica greca erano progettate per essere utili ed erano costruite con precisione di contorno; la decorazione generalmente tendeva ad enfatizzare la struttura del vaso mantenendosi sul piano della superficie; tra i motivi decorativi la figura umana acquisì col tempo posizione predominante. Gli esiti manifestano una logica pianificazione dell'organizzazione spaziale e narrativa, improntata a una stretta disciplina che lascia scarsi margini ai virtuosismi. Durante il periodo protogeometrico i vasai ateniesi restituirono alle poche forme e decorazioni ereditate una certa precisione e dignità; non si sa con esattezza cosa abbia causato tale rivoluzione, ma l'esito fu un forte senso dell'ordine antitetico alla spontaneità micenea e questo nuovo spirito determinò il corso dell'arte greca fino alla sua decadenza. All'evoluzione dello stile protogeometrico in geometrico seguì la nuova fase orientalizzante che ampliò le differenze tra le scuole locali. Corinto diede vita alla nuova tecnica a figure nere, mentre ad Atene per due generazioni si preferì la più spontanea tecnica a contorno. Dalla fine del VII secolo a.C. l'espansione commerciale della ceramica corinzia rese la tecnica a figure nere praticamente ubiquitaria, ma alla metà del VI secolo a.C. Corinto e molte delle altre scuole locali cedettero all'espansione del nuovo stile attico. Gli ambiziosi ceramografi attici crearono la tecnica a figure rosse che permetteva maggiori possibilità nella rappresentazione dell'espressione e dell'anatomia umana, tornando ad un più libero metodo di raffigurazione pittorica e lineare. Verso la metà del V secolo a.C., stando a ciò che dicono le fonti, iniziò l'avventura esplorativa della grande pittura nel campo della rappresentazione spaziale e della prospettiva mentre per la ceramografia iniziò un periodo di progressivo declino e perdita di creatività.

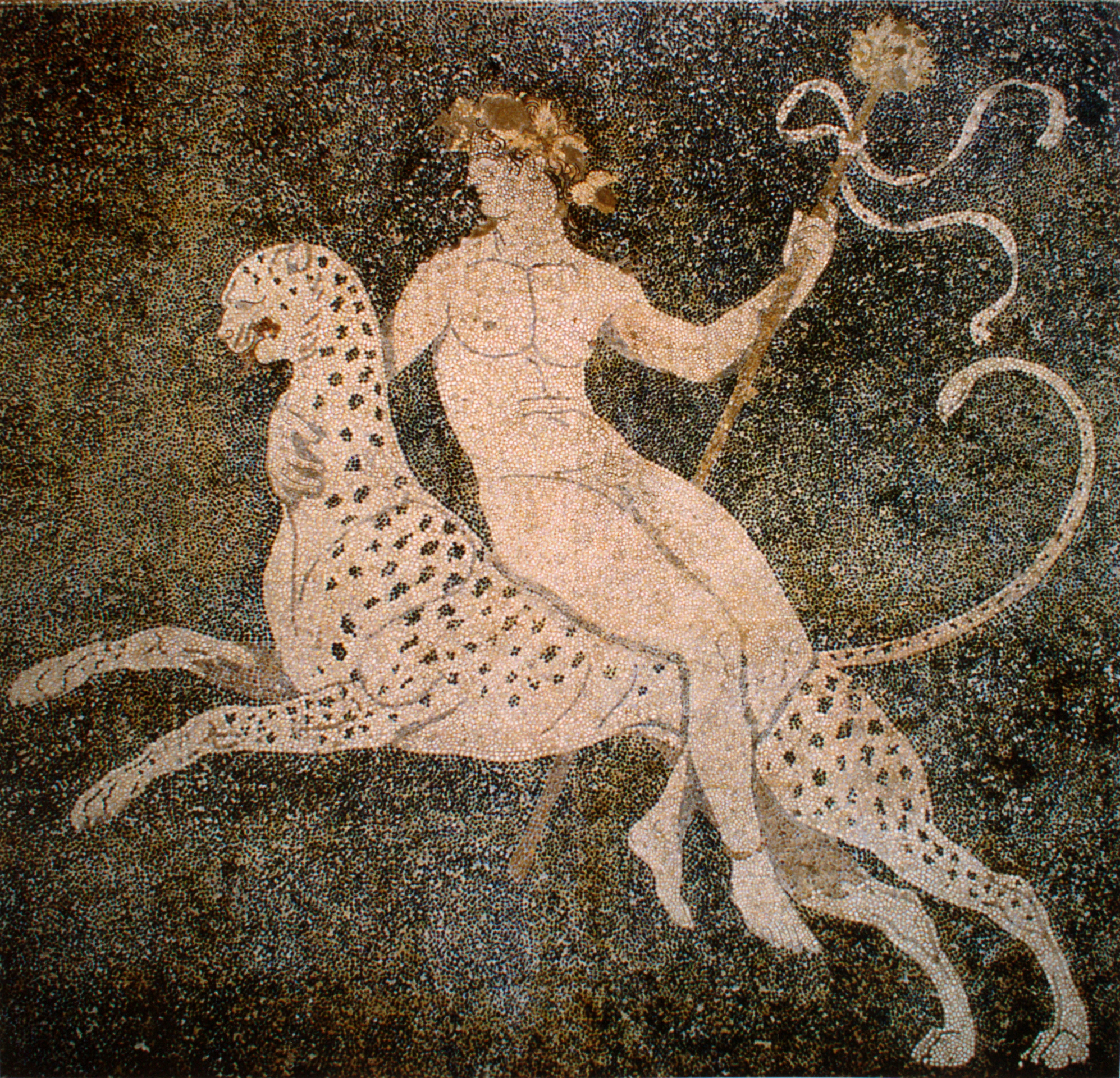
Mosaico pavimentale dalla "casa di Dioniso" a Pella, fine IV secolo a.C. Pella, Museo archeologico.

Lo sviluppo della pittura greca nei suoi momenti cruciali è descritto da Plinio in due passaggi notissimi del libro XXXV della Naturalis historia i quali, pur con le loro contraddizioni cronologiche, si integrano mostrando un'evoluzione che nelle sue linee essenziali si riscontra parallelamente nello sviluppo della ceramografia. La funzione del pittore in Grecia non era meno importante di quella dello scultore: grandi quadri con rappresentazioni mitologiche decoravano edifici pubblici e pinacoteche. Tra i nomi dei più grandi pittori greci, ricordati dalle fonti, troviamo Polignoto di Taso, attivo alla metà del V secolo a.C., Parrasio, Zeusi (che lavorò alla fine del V secolo) e Apelle, forse il pittore greco più noto, artista prediletto di Alessandro Magno. Con la prima metà del V secolo si interrompe la tradizione del disegno colorato e si introducono nuove istanze di tipo spaziale, approfondite da Agatarco e Apollodoro anche su basi matematiche. La tradizione della pittura lineare, giunta con Parrasio alle sue possibilità espressive massime cede il passo a una pittura in cui prendono il sopravvento l'impostazione prospettica e luministica, una linea portata avanti da Zeusi e che attraverso Apelle, capace di fondere entrambe le grandi tradizioni della pittura greca, giungerà alla pittura ellenistica.
La pittura ellenistica, per la scarsezza di fonti antiche sull'argomento, monumentali e letterarie, viene studiata attraverso un'analisi parallela dei documenti minori di epoca ellenistica e delle opere maggiori di epoca romana, nel tentativo di ricostruire le problematiche affrontate dalla pittura greca tra la fine del IV secolo a.C. e la prima metà del I secolo a.C., le quali si delineano così come una maggiore importanza attribuita allo spazio costruito geometricamente, l'impiego di cornici architettoniche e paesistiche, lo studio degli effetti luministici e coloristici. Malgrado il dominio economico e politico di Roma, la cultura e l'arte di cui usufruiscono le classi privilegiate hanno origine in questo periodo ancora nel mondo greco; la decorazione parietale delle ville romane riceve apporti ellenistici fino al terzo stile, esemplificato dalla Villa di Boscotrecase.
Già nel IV secolo a.C. si cominciarono ad ornare alcuni ambienti dei palazzi e delle case signorili con figurazioni pavimentali a mosaico. La documentazione più importante per le fasi più antiche della tecnica è quella fornita dai mosaici di Olinto, che venne distrutta da Filippo II di Macedonia nel 348 a.C. Mosaici di epoca ellenistica eseguiti con una tecnica già raffinata di cui non è dato rintracciare precedenti stadi evolutivi sono quelli rinvenuti a Pergamo, Pella e Delos.